# Petras Rimša
Petras Rimša pol. Piotr Rymsza (ur. 3 listopada 1881 w Naudžiai koło Wyłkowyszek, zm. 2 października 1961 w Kownie) – litewski grafik i rzeźbiarz. 
Naukę rozpoczynał w szkole podstawowej w Pojeziorach w powiecie wyłkowyszkowskim. W 1903 podjął studia w Szkole Sztuk Pięknych w Paryżu, a później w Akademii Sztuk Pięknych w Krakowie (1904–1905). Od 1909 do 1911 pobierał nauki w Szkole Towarzystwa Popierania Sztuk Pięknych w Sankt Petersburgu.
Po powrocie na Litwę w 1906 przyłączył się do litewskiego ruchu artystycznego. Wziął udział w pierwszej litewskiej wystawie artystycznej w Wilnie 9 stycznia 1907, na której przedstawił słynną rzeźbę Lietuvos mokykla 1864–1904 (Vargo mokykla). Z tego samego okresu pochodzą rzeźby Artojas (przedstawiona na II wystawie litewskiej w Wilnie w 1907) i Skausmas (1916). W 1907 wraz z Mikalojusem Čiurlionisem założył Litewskie Towarzystwo Sztuk Pięknych. 
Na jednej z kolejnych wystaw zaprezentował rzeźbę Walka przedstawiającą walkę litewskiej Pogoni z Orłem Białym. Rzeźba wywołała ogromne kontrowersje wśród litewskich Polaków (sam autor dokonał jej zniszczenia). Był także autorem antypolskich medali wydanych w związku z zajęciem Wilna przez Polskę. Na medalach Polska została przedstawiona jako świnia w rogatywce, przebity włócznią smok oraz naga prostytutka narzucająca się litewskiemu chłopu. 
W niepodległej Litwie dał się poznać jako autor medali, m.in. z okazji 600 rocznicy założenia Wilna, 500 rocznicy śmierci Witolda Wielkiego (1925–1926).
Był autorem artykułów poświęconych tematyce sztuki oraz ilustracji do książek. W 1951 został uhonorowany tytułem ludowego artysty Litewskiej SRR. 